# 周舵
周舵（1947年3月6日—），湖南长沙人，生於印度噶倫堡。曾担任北京四通集团公司综合计划部部长，是六四事件天安門廣場四君子之一。

## 生平
曾在六四事件中與軍官交涉而使部隊在天安門廣場東南角留出通道，避免了更大傷亡。六四事件後被中國政府控制監視。1992年底赴美國哈佛大學做訪問學者；1994年初，周舵認為不能讓民族重蹈覆轍而回國。後在中國大陸從事自由民主理论的研究。